# Казибек-бі
Казибе́к-бі (каз. Қазыбек би) — село у складі Жетисайського району Туркестанської області Казахстану. Входить до складу Казибек-бійського сільського округу.
Село засновано 2009 року шляхом виділення зі складу села Алгабас.
Населення — 4381 особа (2021).